# Richard Verstegen
Richard Verstegan (* um 1548; † 1640 in Antwerpen) (alias Richard Rowlands) war ein holländisch-englischer Schriftsteller, Herausgeber, Übersetzer, Antiquar, Emblematiker, Satiriker und Katholik.

## Leben

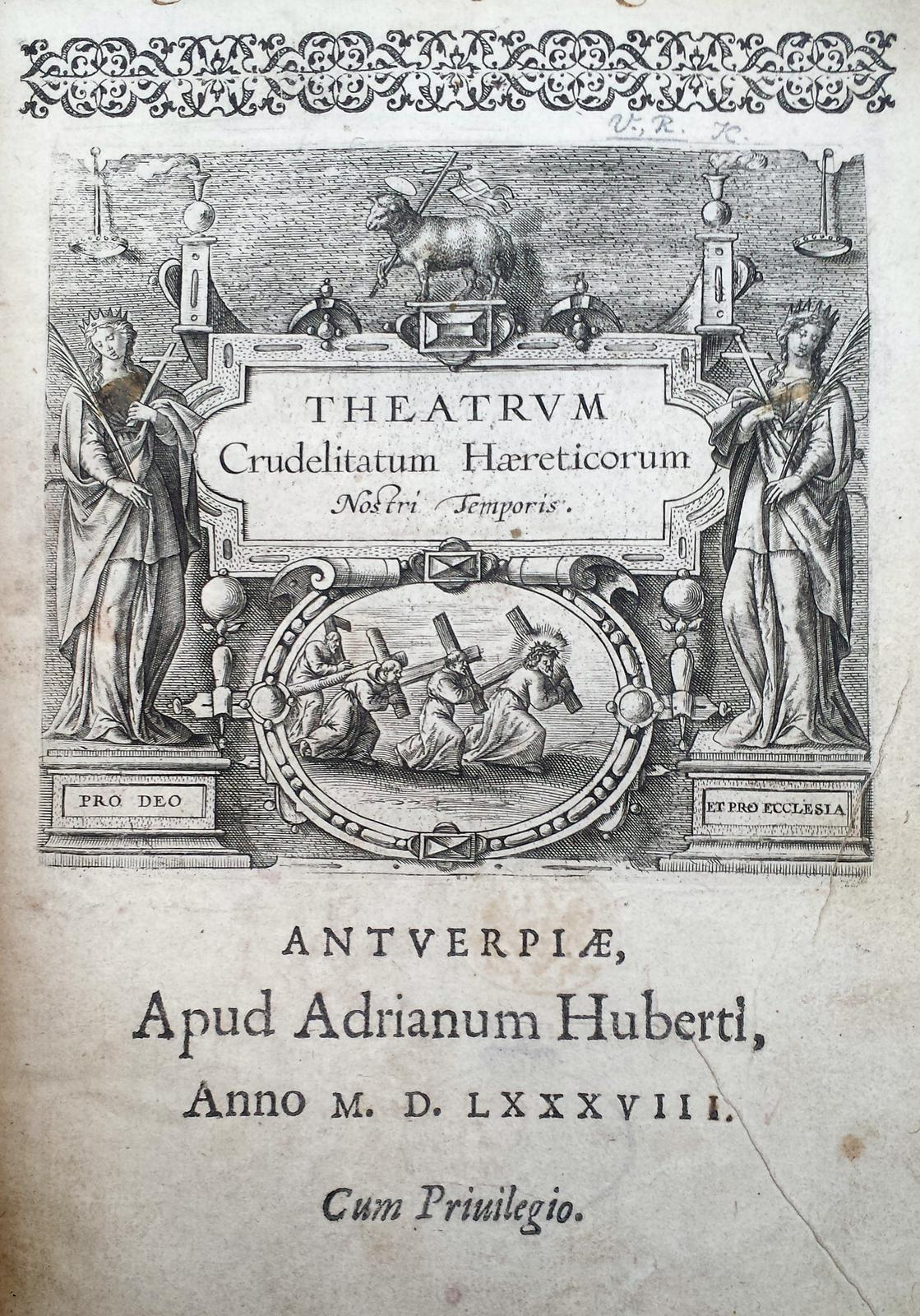
Theatrum Crudelitatum haereticorum nostri temporis, Antwerpen 1587

Sein Großvater stammte aus Gelderland (Niederlande). Sein Vater Theodore Roland Verstegen kam um 1500 als Einwanderer nach England und nahm den Namen Rowlands an. Der Sohn Richard studierte unter dem Nachnamen Rowland am Christ Church College in Oxford Englische Geschichte und Sprachen. Er scheint ohne Abschluss zunächst den Beruf eines Goldschmieds in London gewählt zu haben und verlegte sich ab der 1570er Jahre mehr und mehr auf das Drucken, Schreiben und Veröffentlichen. 1576 veröffentlichte er The Post of the World (aus dem Deutschen), den ersten englischsprachigen Reiseführer für den europäischen Kontinent. 1581 druckte er einen geheimen Bericht von Stephen Vallenger über die Hinrichtung des katholischen Priesters Edmund Campion und musste nach Entdeckung seiner Druckerpresse in Smithfield nach Frankreich fliehen. Dort nahm er seinen ursprünglichen Familiennamen wieder an und arbeitete als Drucker und Kupferstecher.
Seine erste wesentliche Veröffentlichung war eine Darstellung der Grausamkeiten gegenüber den Abtrünnigen (Katholiken) seiner Zeit (Descriptiones quaedam illius inhumanae et multiplicis persecutionis, quam in Anglia propter fidem sustinent Catholice Christiani oder Briefve description des diverses cruautez …, Paris, 1583/84) mit Bildern von Märtyrern in England. Der damalige englische Botschafter in Frankreich Sir Edwin Stafford stellte fest, dass die Abbildungen eine Beleidigung von Königin Elisabeth darstellten, und ließ das Buch beschlagnahmen und zerstören. Verstegen wurde im Januar 1584 verhaftet mit der Gefahr, ausgeliefert zu werden. Durch den Einfluss von Kardinal Allen und des päpstlichen Nuntius wurde er freigelassen und ging im April 1584 nach Rom, um den Papst um persönliche Unterstützung zu bitten. Nach dessen anfänglicher Weigerung (15. Mai 1584) erhielt er später, bis April 1585, eine Pension von Papst Gregor XIII. (1572–1585). Nach dem Tod Gregors wohnte Verstegen in Antwerpen. Vom 1. Februar 1586 an erhielt er eine Pension vom König von Spanien.
In Antwerpen veröffentlichte er in mehreren Auflagen ein Werk mit Bildern von Märtyrern in England, Frankreich und Holland, Theatrum Crudelitatum haereticorum nostri temporis (1587, 1588, 1592, 1604; in Französisch, Theatre de cruautez, 1587, 1588, 1592, 1607). Er war zu jener Zeit der Verbindungsmann zu Kardinal Allen in Rom, zu den Katholiken in England und speziell zu den Jesuiten. Er verfasste verschiedene politische Abhandlungen und ließ zwei Antworten auf die „Königliche Proklamation“ vom 19. Oktober 1591 (A Declaration of great Troubles pretended against the Realme) drucken: An advertisement written to a secretarie of my L. treasurers of Ingland (1592) und A Declaration of the True Causes of the Great Troubles (1592), die von Francis Bacon beantwortet wurden. Er war ein Hauptverantwortlicher bei der Abfassung und Veröffentlichung der Schrift A conference about the next succession to the crown of England, in der die Thronfolge der spanischen Infantin Isabella befürwortet wird.
Er schrieb auch poetische Verse (z. B. Odes in imitation of the Seaven Penitential Psalms, 1601). Sein Hauptwerk war A Restitution of decayed Intelligence in Antiquities (Antwerpen 1605). Er war auch Gazettier für Antwerpens Nieuwe Tijdinghen (1620–1629). Wahrscheinlich übersetzte und veröffentlichte er wesentlich mehr Werke, deren Ursprünge sich nicht mehr verfolgen lassen.
Er starb im Februar oder März 1640 und wurde am 3. März 1640 in Antwerpen begraben.

### Primärtexte
- Anthony G. Petti (Hrsgb.), The Letters and Despatches of Richard Verstegan (ca. 1550-1640). Catholic Record Society LII. London, 1959.
- R. Rowland, The Post of the World. Wherein is Contayned the Antiquities and Originall of the Famous Cities in Europe. With Their Trade and Traficke, with Their Wayes and Distance of Myles from Country to Country, with the True and Perfect Knowledge of Their Coynes, the Places of Their Mynts; with Al Their Martes and Fayres. London: Thomas East, 1576.
- [R. Verstegen], Praesentis Ecclesiae Anglicanae Typus. [Reims: Jean Foigny], 1582.
- [R. Verstegen], Descriptiones quaedam illius inhumanae et multiplicis persecutionis, quam in Anglia propter fidem sustinent Catholice Christiani. [Paris, 1583/84].
- [R. Verstegen], Briefve description des diverses cruautez que les Catholiques endurent en Angelterre pour la foy. [Paris, 1583/84].
- [R. Verstegen], Descriptiones quaedam illius inhumanae et multiplicis persecutionis, quam in Anglia propter fidem sustinent Catholice Christiani. Rom: Francesco Zanetti, 1584.
- [R. Verstegen], Typus Ecclesiae Catholicae et signa ea cogniscitur. Typus Haereticae Synagogae et eiusdem proprietates. [Paris], 1585
- R. V., Theatrum crudelitatum haereticorum nostri temporis. Antwerpen: Adrianus Hubertus, 1587. Nochmals 1588, 1592, 1603.
- R. V., Theatre de cruautez des hereticques de nostre temps. Antwerpen: Adrianus Hubertus, 1587. Nochmals 1588, 1592, 1607. Frank Lestringant (Hrsgb.) Le Théâtre des cruautés 1587. Chandeigne 1995, ISBN 2-906462-21-7
- [R. Verstegen et al.], The Copy of a Letter, Lately Written by a Spanish Gentleman to His Friend in England, in Refutation of Sundry Calumnies, There Falsly Bruited and Spred Emonge the People. [Antwerpen: Joachim Trognaesius], 1589.
- R. V., Speculum pro Christianis seductis. Antwerpen: officina Plantiniana, 1590.
- [R. Verstegen], A Declaration of the True Causes of the Great Troubles Presupposed to be Intended against the Realme of England. Wherein the Indifferent Reader Shall Manifestly Perceave, by Whome, and by what Meanes, the Realme Is Broughte into These Pretended Perills. [Antwerprn: Joachim Trognaesius oder Arnout Conincx], 1592.
- [R. Verstegen], An Advertisement Written to a Secretarie of My L. Treasurers of Ingland, by an Inglishe Intelligencer as He Passed through Germanie towardes Italie. Concerninge an Other Booke Newly Written in Latin, and Published in Diverse Languages and Countreyes, against Her Majesties Late Proclamation for Searche and Apprehension of Seminary Priestes and Their Receavers. [Antwerpen, Arnout Conincx], 1592.
- [Robert Persons, R. Verstegen et al.], Newes from Spayne and Holland Conteyning an Information of Inglish Affayres in Spayne with a Conference thereuppon in Amsterdame of Holland. Written by a Gentleman Travelour Borne in the Low Coutnryes, and Brought up from a Child in Ingland, unto a Gentleman His Frend and Oste in London. [Antwerpen: Arnout Conincx], 1594.
- R. Doleman [= Robert Persons et al.], A Conference about the Next Succession to the Crowne of Ingland, Divided into Two Partes. Wherof the First Conteyneth the Discourse of a Civill Lawyer, How and in What Manner Propinquity of Blood Is to Be Preferred. And the Second the Speech of a Temporall Lawyer, about the Particular Titles of All Such as Do or May Pretende Within Ingland or Without, to the Next Succession [hrsg. v. R. Verstegen]. [Antwerpen: Arnout Conincx], 1595.
- The Primer or Office of the Blessed Virgin Marie, in Latin and English, According to the Reformed Latin. [Übers. v. R. Verstegen]. Antwerpen: Arnold Conings, 1599. Nochmals 1604, 1616.
- [R. Verstegen], Brief et véritable discours de la mort d'aucuns vaillants et glorieux martyrs, lesquelz om à faict mourir en Angleterre pour la Foy & Religion Catholicque, l'an passé de 1600. Antwerpen: Hieronymus Verdussen, 1601.
- [R. Verstegen], Cort ende waerachtich verhael van het lijden van sommighe vrome ende glorieuse martelaers, die om de H. Catholijcke Religie in Enghelandt ghedoot zijn int voorleden jaer van gratien 1600. Antwerpen: Hieronymus Verdussen, 1601.
- [R. Verstegen], Odes in Imitation of the Seaven Penitential Psalmes, with Sundry other Poems and Ditties Tending to Devotion and Pietie. [Antwerpen: Arnout Conincx], 1601.
- Pietro di Lucca, A Dialogue of Dying Wel. [übers. v. R. Verstegen]. Antwerpen, A. C. [=Arnout Conincx], 1603.
- N.D. [=Robert Persons], A Treatise of Three Conversions of England from Paganisme to Christian Religion. [Hrsg. v. R. Verstegen]. [St Omer: F. Bellet für die englische Jesuiten], 1603.
- R. V. A Restitution of Decayed Intelligence in Antiquities. Concerning the Most Noble and Renowmed English Nation. Antwerpen: Robert Bruneau für John Norton & John Bill zu Londen, 1605. Nochmals 1628, 1634. Facsimile i. Reihe „English Recusant Literature 1558-1640“, nr. 323 (Ilkley: Scolar Press, 1976) ISBN 0-85967-340-5; i. Reihe „The English Experience“, nr. 952 (Amsterdam: Theatrum Orbis Terrarum, 1979).
- Otto Van Veen, Amorum emblemata. Emblemes of Love with Verses in Latin, English and Italian. [Übers. in engl. v. R. Verstegen]. Antwerpen: [Hieronymus Verdussen für] Otto Van Veen, 1608.
- [R. Verstegen], L'origine et présent estat de la secte Calvinienne, comme elle est maintenant devisée en quatre principales parties. Antwerpen: Robert Bruneau, 1611.
- [R. Verstegen], Oorspronck ende teghenwoordighen staet van de Calvinische secte, alsoo die nu versheyden is in vier principale deelen. „nae de copye ghedruckt t'Antwerpen by Robert Bruneau“ [1611].
- R. Verstegen, Nederlantsche antiquiteyten met de bekeeringhe van eenighe der selve landen tot het kersten gheloove deur S. Willibrordus Apostel van Hollandt. Antwerpen: Gaspar Bellerus, 1613. Nochmals 1631 (Brussel: Govaert Schoevaerts).
- R. Verstegen, Neder-duytsche epigrammen op verscheyden saecken, soo wel om te stichten als den geest te vermaecken. Met genuchlycke epitaphien op d'overledene gedicht waer deur dat de levende worden oock gesticht. Mechelen: Henry Jaye, 1617.
- R. Verstegen, De gazette van nieuwe-maren van de gheheele wereldt. Ghemenght met oude waerheden. Antwerpen: Hieronymus Verdussen: 1618.
- R. Verstegen, Characteren oft scherpsinnighe beschrijvinghe van de proprieteyten oft eyghendommen van verscheyden persoonen. Antwerpen: Willem Lesteens, 1619. Nochmals 1622.
- R. Verstegen, Den wetsteen des verstants. Waer mede door verscheyden fraye proposten,wijse antwoorden redenen ende sententien, t'verstant vanden leser verscherpt woordt. By een vergaedert ende in orden ghestelt. Antwerpen: Willem Lesteens, 1620.
- [R. Verstegen], Observations Concerning the Present Affaires of Holland and the United Provinces, made by an English Gentleman there lately Resident & since Written by Himselfe from Paris. [St.-Omer: English College], 1621.
- [R. Verstegen], De spiegel der Nederlandsche elenden. Getoont door een liefhebber der waerheyt ende der Nederlanden welvaert. Mechelen: Henry Jaye, 1621.
- [R. Verstegen], Londons Looking-glasse. Or the Copy of a Letter Written by an English Travayler to the Apprentices of London. [St.-Omer: English College], 1621.
- [R. Verstegen], Anatomie van Calviniste calumnien getoont in eenen dialogus oft t'samenspreecken tussen eenen Brabander ende eenen Hollander. [Antwerpen: Willem Lesteens], 1622.
- [R. Verstegen], The Copy of a Letter Sent from an English Gentleman, lately Become a Catholike beyond the Seas, to His Protestant Friend in England. [St.-Omer: English College], 1622.
- [R. Verstegen], Newes from the Low-Countreyes. Or the Anatomy of Calvinisticall Calumnyes, Manifested in a Dialogue betweene a Brabander and a Holander. [St.-Omer: English College], 1622.
- [R. Verstegen], Observations Concerning the Present Affaires of Holland and the United Provinces, made by an English Gentleman there lately Resident & since Written by Himselfe from Paris. The Second Edition. Augmented with Divers New Chapters. [St.-Omer: English College], 1622.
- [R. Verstegen], A Toung-combat Lately Happening between Two English Soldiers, in the Tilt-boat of Gravesend. The One Going to Serve the King of Spayn, the Other to Serve the States of Holland. [Mechelen: Henry Jaye], 1623.
- R. Verstegen, Nederduytsche epigrammen ende epitaphien van verscheyden persoonen en differente saecken, soo wel om te stichten als den geest te vermaecken. Van nieuws ghecomponeert. Brussel: Jan van Meerbeeck, 1624.
- [R. Verstegen], De medecijne teghen de droefheyt en melancholie. [Ohne Titelblatt; s. Rombauts, S. 190 n.1]. 1626.
- R. Verstegen, Oorloge ghevochten met die wapenen van die waerheydt en van die reden, in twee bataillien. Teghen twee valsche pretentien vande rebellighe Hollanders. Te weten: I. Dat sy zijn getrouwe patriotten, oft liefhebbers van hun vaderlandt. 2. Ende dat sy hebben een ghereformeerde religie. Antwerpen: Jan Knobbaert, 1628.
- R. Verstegen, Recreative beschrijvinghe van de proprieteyten oft eyghendommen van de differente soorten van ambachtslieden. Dienende in stede van medicamentum teghen melancolie. Antwerpen: Abraham Verhoeven, 1630.
- R. Verstegen, Medicamenten teghen de melancolie. Gheleghen in seeckere vraghen en antwoorden. In eenighe kluchtighe ende scherpsinnighe rescontres. Ende in't contradiceren van sommighe valsche, ydele ende onstichtighe Nederlantsche spreeck-worden. Antwerpen: Hendrik Aertssens, 1633.
- R. Verstegen, Exercitien van verstandt in varieteyt van scherpsinnighe epigrammen ende epitaphien. Antwerpen: Godtgaf Verhulst, 1641.